# Konowały
Konowały – wieś w Polsce położona w województwie podlaskim, w powiecie białostockim, w gminie Choroszcz.
W latach 1954–1972 wieś należała i była siedzibą władz gromady Konowały. W latach 1975–1998 miejscowość administracyjnie należała do województwa białostockiego.
Miejscowość jest siedzibą parafii Najświętszego Serca Pana Jezusa. W strukturze kościoła rzymskokatolickiego parafia należy do metropolii białostockiej, archidiecezji białostockiej, dekanatu Białystok – Starosielce.

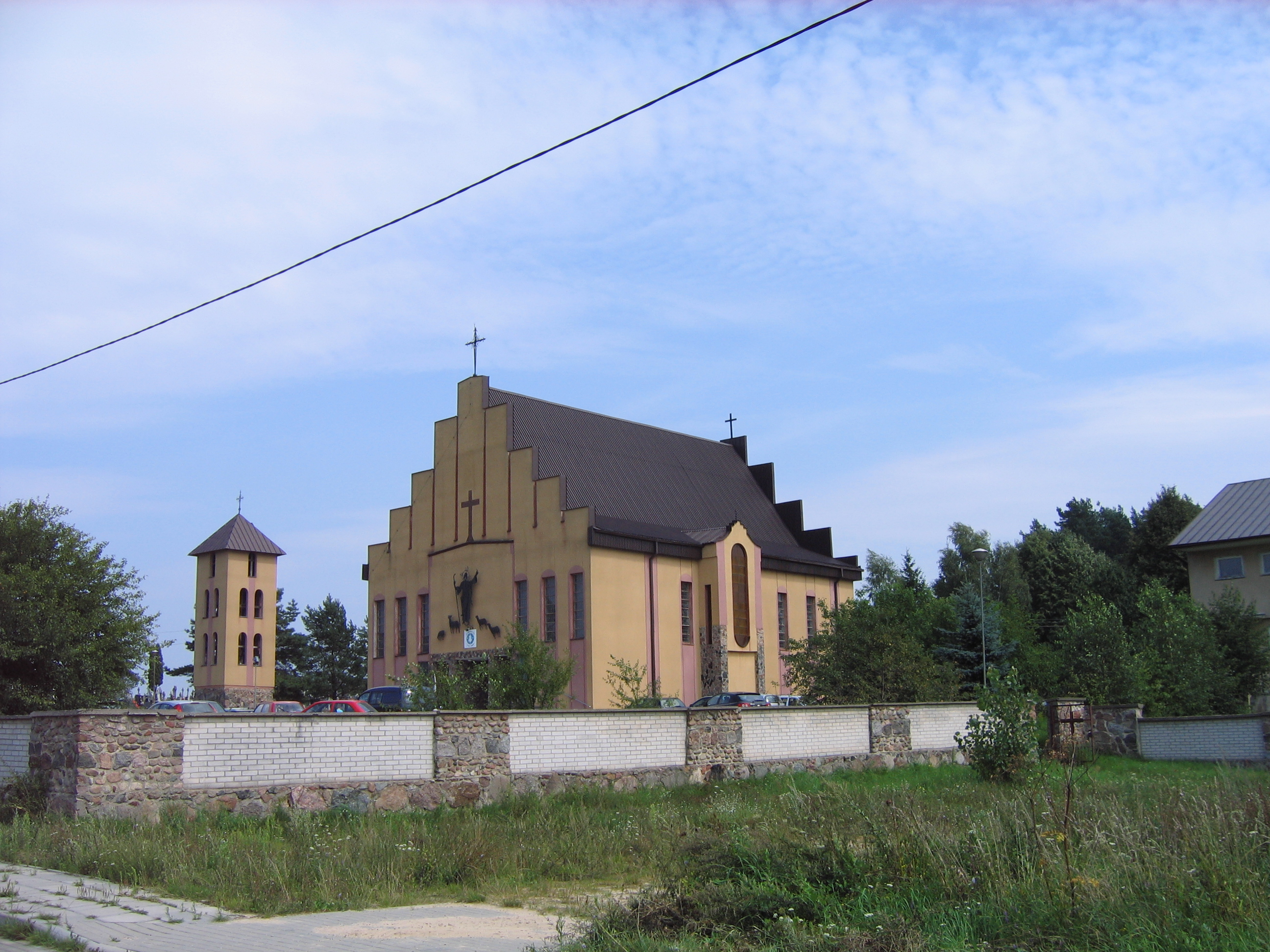
Kościół w Konowałach